# Camillina
Camillina Berland, 1919 è un genere di ragni appartenente alla famiglia Gnaphosidae.

## Distribuzione
Delle 75 specie note di questo genere ben 73 sono diffuse in America e in Africa; la C. europaea è stata reperita solo in Italia e la C. smythiesi solo in India. La specie dall'areale più vasto è la C. pavesii, rinvenuta in varie località dell'Africa.

## Tassonomia
Non sono stati esaminati esemplari di questo genere dal 2014.
Attualmente, ad aprile 2015, si compone di 75 specie:
1. Camillina aldabrae (Strand, 1907) — Africa centrale e meridionale, Isola di Aldabra (Oceano Indiano), Isole Seychelles, Borneo
2. Camillina antigua Platnick & Shadab, 1982 — Guatemala, Honduras
3. Camillina arequipa Platnick & Shadab, 1982 — Perù
4. Camillina balboa Platnick & Shadab, 1982 — Panama, Colombia
5. Camillina bimini Platnick & Shadab, 1982 — Isole Bahama
6. Camillina biplagia Tucker, 1923 — Sudafrica
7. Camillina brasiliensis Müller, 1987 — Brasile
8. Camillina caldas Platnick & Shadab, 1982 — Brasile
9. Camillina calel Platnick & Shadab, 1982 — Argentina
10. Camillina campeche Platnick & Shadab, 1982 — Messico
11. Camillina capensis Platnick & Murphy, 1987 — Sudafrica
12. Camillina cauca Platnick & Shadab, 1982 — Colombia
13. Camillina cayman Platnick & Shadab, 1982 — Isole Cayman
14. Camillina chiapa Platnick & Shadab, 1982 — Messico
15. Camillina chilensis (Simon, 1902) — dal Brasile al Cile, Isole Juan Fernandez
16. Camillina chincha Platnick & Shadab, 1982 — Perù
17. Camillina claro Platnick & Shadab, 1982 — Brasile
18. Camillina colon Platnick & Shadab, 1982 — Panama
19. Camillina cordifera (Tullgren, 1910)[2] — Africa centrale e meridionale, Isole Seychelles
20. Camillina cordoba Platnick & Murphy, 1987 — Argentina
21. Camillina cruz Platnick & Shadab, 1982 — Isole Galapagos
22. Camillina cui Platnick & Murphy, 1987 — Paraguay
23. Camillina desecheonis (Petrunkevitch, 1930) — Porto Rico
24. Camillina elegans (Bryant, 1940) — Caraibi, Angola, Isole del Pacifico
25. Camillina europaea Dalmas, 1922 — Italia
26. Camillina fiana Platnick & Murphy, 1987 — Madagascar, Isole Comore
27. Camillina gaira Platnick & Shadab, 1982 — Colombia, Caraibi
28. Camillina galapagoensis (Banks, 1902) — Isole Galapagos
29. Camillina galianoae Platnick & Murphy, 1987 — Argentina
30. Camillina huanta Platnick & Shadab, 1982 — Perù
31. Camillina isabela Platnick & Murphy, 1987 — Isole Galapagos
32. Camillina isla Platnick & Shadab, 1982 — Isole Galapagos
33. Camillina javieri Alayón, 2004 — Cuba
34. Camillina jeris Platnick & Shadab, 1982 — Isola Curaçao (Venezuela)
35. Camillina kaibos Platnick & Murphy, 1987 — dalla Costa d'Avorio al Kenya
36. Camillina kochalkai Platnick & Murphy, 1987 — Paraguay
37. Camillina longipes (Nicolet, 1849) — Cile
38. Camillina madrejon Platnick & Murphy, 1987 — Paraguay
39. Camillina mahnerti Platnick & Murphy, 1987 — Paraguay
40. Camillina major (Keyserling, 1891) — Brasile, Argentina
41. Camillina marmorata (Mello-Leitão, 1943) — Argentina, Bolivia
42. Camillina maun Platnick & Murphy, 1987 — Africa meridionale
43. Camillina mauryi Platnick & Murphy, 1987 — Argentina
44. Camillina merida Platnick & Shadab, 1982 — Venezuela
45. Camillina minuta (Mello-Leitão, 1941) — Argentina
46. Camillina mogollon Platnick & Shadab, 1982 — Perù
47. Camillina mona Platnick & Shadab, 1982 — Giamaica
48. Camillina namibensis Platnick & Murphy, 1987 — Namibia
49. Camillina nevada Platnick & Shadab, 1982 — Colombia
50. Camillina nevis Platnick & Shadab, 1982 — Caraibi
51. Camillina nova Platnick & Shadab, 1982 — Brasile, Paraguay, Argentina
52. Camillina oruro Platnick & Shadab, 1982 — Bolivia, Perù, Argentina
53. Camillina pavesii (Simon, 1897) — Africa
54. Camillina pecki Baert, 1994 — Isole Galapagos
55. Camillina pedestris (O. P.-Cambridge, 1898) — Messico
56. Camillina penai Platnick & Murphy, 1987 — Cile, Perù
57. Camillina pernambuco Müller, 1987 — Brasile
58. Camillina pilar Platnick & Murphy, 1987 — Paraguay, Argentina
59. Camillina piura Platnick & Shadab, 1982 — Perù
60. Camillina procurva (Purcell, 1908) — Sudafrica
61. Camillina puebla Platnick & Shadab, 1982 — Messico, Honduras
62. Camillina pulchra (Keyserling, 1891) — Brasile, Argentina, USA
63. Camillina punta Platnick & Shadab, 1982 — Perù
64. Camillina recife Müller, 1987 — Brasile
65. Camillina relucens (Simon, 1893) — Venezuela
66. Camillina rogeri Alayón, 1993 — Cuba
67. Camillina samariensis Müller, 1988 — Colombia
68. Camillina sandrae Baert, 1994 — Isole Galapagos
69. Camillina setosa Tucker, 1923 — Sudafrica
70. Camillina shaba FitzPatrick, 2005 — Congo
71. Camillina smythiesi (Simon, 1897) — India
72. Camillina tarapaca Platnick & Shadab, 1982 — Cile
73. Camillina taruma Platnick & Höfer, 1990 — Brasile
74. Camillina tsima Platnick & Murphy, 1987 — Madagascar
75. Camillina ventana Ferreira, Zambonato & Lise, 2004 — Argentina

### Specie trasferite
1. Camillina acanthognatha (Purcell, 1907); trasferita al genere Trachyzelotes Lohmander, 1944[1].
2. Camillina aestus Tucker, 1923; trasferita al genere Zelotes Gistel, 1848.
3. Camillina algerica Dalmas, 1926; trasferita al genere Setaphis Simon, 1893.
4. Camillina amnicola Tucker, 1923; trasferita al genere Urozelotes Mello-Leitão, 1938
5. Camillina arida (Purcell, 1907); trasferita al genere Zelotes Gistel, 1848.
6. Camillina atlantica Berland, 1936; trasferita al genere Setaphis Simon, 1893.
7. Camillina berlandi Denis, 1944; trasferita al genere Setaphis Simon, 1893.
8. Camillina browni Tucker, 1923; trasferita al genere Setaphis Simon, 1893.
9. Camillina canariensis (Simon, 1883); trasferita al genere Setaphis Simon, 1893.
10. Camillina corrugata (Purcell, 1907); trasferita al genere Zelotes Gistel, 1848.
11. Camillina fibulata Berland, 1936; trasferita al genere Setaphis Simon, 1893.
12. Camillina fuscipes (Simon, 1885); trasferita al genere Setaphis Simon, 1893.
13. Camillina gigas Schmidt, 1973; trasferita al genere Urozelotes Mello-Leitão, 1938
14. Camillina lutea Tucker, 1923; trasferita al genere Setaphis Simon, 1893.
15. Camillina lutoria (Tullgren, 1910); trasferita al genere Zelotes Gistel, 1848.
16. Camillina metellus (Roewer, 1928); trasferita al genere Zelotes Gistel, 1848.
17. Camillina mollis (O. Pickard-Cambridge, 1874); trasferita al genere Setaphis Simon, 1893.
18. Camillina postrema (Tucker, 1923); trasferita al genere Trachyzelotes Lohmander, 1944[1].
19. Camillina prishutovae (Ponomarev & Tsvetkov, 2006); trasferita al genere Zelotes Gistel, 1848.
20. Camillina simplex (Simon, 1885); trasferita al genere Setaphis Simon, 1893.
21. Camillina spinibarbis (Simon, 1897); trasferita al genere Trachyzelotes Lohmander, 1944[1].
22. Camillina villiersi Denis, 1955; trasferita al genere Setaphis Simon, 1893.
23. Camillina vivesi Marinaro, 1967; trasferita al genere Setaphis Simon, 1893.

### Sinonimi
- Camillina arguta (Simon, 1902); posta in sinonimia con C. longipes (Nicolet, 1849) a seguito di un lavoro dell'aracnologo Platnick (1993c)[1].
- Camillina elytrogaster (Mello-Leitão, 1944); trasferita dal genere Zelotes e posta in sinonimia con C. chilensis (Simon, 1902) a seguito di uno studio di Platnick & Shadab (1982b).
- Camillina natalensis Lawrence, 1938; posta in sinonimia con C. cordifera (Tullgren, 1910) a seguito di un lavoro degli aracnologi Platnick & Murphy del 1987.
- Camillina tobari (Mello-Leitão, 1940); trasferita dal genere Zelotes e posta in sinonimia con C. longipes (Nicolet, 1849) a seguito di uno studio di Platnick & Murphy (1987) sugli esemplari denominati C. arguta.
- Camillina tucumanus (Mello-Leitão, 1941); trasferita dal genere Zelotes e posta in sinonimia con C. pulchra (Keyserling, 1891) a seguito di un lavoro di Platnick & Murphy del 1987.
- Camillina xanthomela (Mello-Leitão, 1945); trasferita dal genere Gytha (vecchia denominazione dell'attuale genere Eilica e posta in sinonimia con C. major (Keyserling, 1891) a seguito di un lavoro di Platnick & Shadab (1982b).